# Etenaken

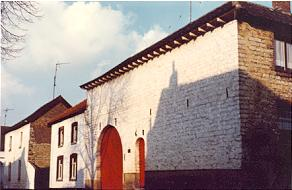

Etenaken (en limburgués Eëtenake) es una localidad neerlandesa situada en el municipio de Gulpen-Wittem, en la provincia del Limburgo, Países Bajos.